# Вилхелм Фридрих (Насау-Диц)
Вилхелм Фридрих фон Насау-Диц (на нидерландски: Willem Frederik van Nassau-Dietz; на немски: Wilhelm Friedrich von Nassau-Dietz; * 7 август 1613, Арнхайм; † 31 октомври 1664, Леуварден) е граф (1640 – 1664), от 1654 г. княз на Насау-Диц, от 1640 до 1664 г. щатхалтер на Фризия и от 1650 до 1664 г. и на Гронинген и Дренте.

## Живот
Той е вторият син на граф Ернст Казимир фон Насау-Диц (1573 – 1632) и на херцогиня София Хедвиг фон Брауншвайг-Волфенбютел (1592 – 1642), дъщеря на Хайнрих Юлий (1564 – 1613), княз на Брауншвайг-Волфенбютел.
През 1640 г. брат му Хайнрих Казимир I е убит в битка и Вилхелм Фридрих получава управлениетио на Фризия. Той се присъединява през 1650 г. към Вилхелм II Орански (1626 – 1650), синът на Фредерик Хендрик Орански.
През 1664 г. Вилхелм Фридрих е смъртно ранен при изследване на пистолет и умира на 31 октомври. Десет години преди това е издигнат на имперски княз.

## Фамилия
Вилхелм Фридрих се жени на 2 май 1652 г. в Клеве за нидерландската принцеса Албертина Агнес (* 9 април 1634, † 24 май 1696), дъщеря на Фредерик Хендрик Орански, щатхалтерът на Нидерландската република. Те имат децата:
- Хайнрих Казимир II (1657 – 1696), княз на Насау-Диц, женен на 26 ноември 1683 г. за принцеса Хенриета Амалия фон Анхалт-Десау (1666 – 1726)
- Амалия (1655 – 1695), омъжена на 28 ноември 1690 г. за херцог Йохан Вилхелм фон Саксония-Айзенах (1666 – 1729)
- Вилхелмина София Хедвиг (1664 – 1667)